# Oscar Johansson
Pour les articles homonymes, voir Johansson.
Oscar Johansson, né le 6 mai 1995 en Suède, est un footballeur suédois qui évolue au poste de milieu central à l'Hammarby IF.

## Biographie

### En club
Né en Suède, Oscar Johansson commence le football au Gnosjö IF avant d'être formé par l'IFK Värnamo. Il joue son premier match en professionnel avec ce club, le 19 mai 2013, lors d'une rencontre de deuxième division face au GAIS. Il entre en jeu à la place de Dzenis Kozica et son équipe s'incline par deux buts à un.
Le 22 janvier 2018, Oscar Johansson rejoint le Trelleborgs FF. Il signe un contrat de trois ans, soit jusqu'en décembre 2020.
Johansson découvre ainsi l'Allsvenskan, la première division suédoise, jouant son premier match dans cette compétition le 1er avril 2018, lors de la première journée de la saison 2018 face à l'IFK Göteborg. Il est titularisé et son équipe s'incline par trois buts à un.
Le 3 février 2021, Johansson retourne à l'IFK Värnamo. Il signe un contrat courant jusqu'en décembre 2022.
Il participe à la montée historique de l'IFK Värnamo, qui accède pour la première fois de son histoire à la première division en étant sacré champion de Superettan lors de la saison 2021,.
Johansson retrouve alors l'Allsvenskan, la première division suédoise, étant titularisé le 3 avril 2022, lors de la première journée de la saison 2022 face à l'IFK Göteborg. Son équipe s'incline par deux buts à un.
Le 16 janvier 2024, Oscar Johansson rejoint l'Hammarby IF. Il signe un contrat de trois ans, soit jusqu'en décembre 2026, et retrouve comme entraîneur Kim Hellberg (en), qui a été son coach à l'IFK Värnamo de 2022 à 2023.

### En sélection
Oscar Johansson représente l'équipe de Suède des moins de 20 ans, jouant au total deux matchs avec cette sélection en 2014.

## Palmarès
IFK Värnamo
- Superettan (1) :
  - Champion : 2021.